# 孟玄珏
孟玄珏（10世纪937年后—992年），中國五代十国時代人物，后蜀后主孟昶的第二子，孟玄喆的弟弟。
广政十三年（950年），被父亲封为褒王、检校太保，孟玄珏少年端敏，与后主孟昶在栀子园射箭，孟玄珏连中靶心，孟昶赐錢三十万。当时孟玄珏跟随起居舍人陈鄂读书，他请把钱赐给陈鄂，孟昶更加赞赏了他。陈鄂作《四库韵对》四十卷进献，孟玄珏又重新赏赐陈鄂。二十三年（960年），孟玄珏领保宁军节度使。加检校太傅。北宋灭后蜀，宋太祖命他为千牛卫上将军。乾德五年（967年），转任右神武统军，代替孟玄喆判金吾卫仗。太平兴国九年（984年），为宋曹兖郓都巡检，改为右屯卫上将军。淳化元年（990年）四月，再任右神武统军，六月知滑州。淳化三年（992年）孟玄珏去世。